# فرود اولسن
فرود اولسن (انگلیسی: Frode Olsen؛ زادهٔ ۱۲ اکتبر ۱۹۶۷) بازیکن سابق فوتبال اهل نروژ است که در پست دروازه‌بان بازی می‌کرد.
وی همچنین در تیم ملی فوتبال نروژ بازی کرده‌است.